# Fuerte Casamata

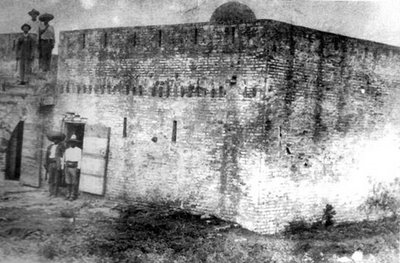
Fuerte Casamata en 1915

La palabra Casamata se deriva del latín casa armata, que significa 'casa armada'. Desde su construcción, este fuerte fue el dispositivo de defensa de Matamoros durante el siglo XIX. Esta construcción se reservaba para uso militar y servía como almacén de municiones, armas y otros artículos militares.

## Fuerte Casamata, desde tiempos de defensa
En los primeros años tras la independencia, hubo en México mucha inestabilidad y conflictos armados. El general Manuel Mier y Terán fue nombrado inspector de la frontera de Texas y en 1830, recomendó construir el fuerte Casamata en el pueblo de Matamoros, Tamaulipas para enfrentarse a la rebelión texana. Casamata formaba parte de una línea defensiva de fortines en Matamoros, junto con Paredes, Guerrero, Puertas Verdes, Monterrey, Bravo, Laredo, Matamoros e Independencia; los ocho fortines fueron destruidos cuando el sistema defensivo perdió su utilidad, y Casamata es el único que sigue en pie. La construcción del fuerte Casamata se inició en 1845 por el general Manuel Rodríguez de Cela y sufrió demoras por la situación económica de México tras la independencia. En 1864, el general Juan N. Cortina realizó avances en su construcción, pero no logró terminarla, siendo al año siguiente que fue culminada por el general indígena otomí Tomas Mejía. Entre los sucesos más importantes para el fuerte se encuentra el ataque de las tropas de José María Carbajal en 1851, apoyadas por filibusteros y antiguos líderes texanos, que bloquearon Matamoros por diez días, del 20 al 30 de octubre; al fracasar este intento, el fuerte Casamata se convirtió en una importante defensa, y Matamoros recibió los títulos de Heroica, Invicta y Leal. El fuerte Casamata desempeñó un papel en la revolución mexicana, en el ataque de 1913 de los villistas a Matamoros.

## Tiempos contemporáneos
Al término de la Revolución, a la Casamata le dieron uso civil como bodega y sufrió una situación de abandono que resultó en derrumbamientos. Al iniciar la década de los sesenta, el fuerte se encontraba en condiciones inestables, principalmente por los daños causados por los buscadores de tesoros atraídos por la supuesta existencia de túneles; en esos tiempos, la edificación servía de sede para La Junta Federal de Mejoras Materiales. En diciembre de 1969, los matamorenses toman la propiedad de la Casamata y al año siguiente fundan El Museo Casamata, gracias al primer cronista de Matamoros, Don Eliseo Paredes Manzano, quien fue también el primer director y fundador del Museo. En 1992, don Filemón Garza regala al Museo la Sala María del Pilar y un local al norte del Museo que albergaría el Archivo Histórico de Matamoros y que actualmente es la Sala de Exposiciones Temporales. En 2006, siendo alcalde de Matamoros Baltazar Hinojosa Ochoa, se realizan algunos cambios en el Museo Casamata: al fuerte le agregaron áreas aledañas, le cambiaron puertas y ventanas y se restauró el techo original. En el Archivo Histórico de Matamoros también realizaron obras y se construyó un nuevo edificio dedicado al desarrollo económico y social de Matamoros (principalmente del siglo XIX).